# Hornija (Corullón)
Hornija es una localidad española perteneciente al municipio de Corullón, en la provincia de León, comunidad autónoma de Castilla y León.

## Geografía
Hornija se desparrama ladera abajo en El Bierzo; el color oscuro de las casas con techo de pizarra se funde con el paisaje. Rodeado de lomas de brezo, retama y castaño. 
El horno comunal de barro se mantiene en uso y preside la plaza junto al lavadero público.  El horno comunal de Hornija es un viejo objeto de barro construido de forma rudimentaria, de forma cónica y con una boca de piedra. La habitación del horno que carece de chimenea es de techo alto; cuando el horno se enciende y empieza a salir humo, se crea una espesa nube que queda suspendida a dos metros del suelo, de manera que no molesta ni impide el trabajo. Curiosamente las ramas de encina que se utilizan para encender el horno se llaman hornija, el nombre del pueblo.

### Ubicación
| Noroeste: Cadafresnas | Norte: Viariz        | Noreste: Villagroy          |
| Oeste: Melezna        |                      | Este: Corullón              |
| Suroeste Arnadelo     | Sur: Cabeza de Campo | Sureste: Paradela de Arriba |

## Demografía
Evolución de la población
| Gráfica de evolución demográfica de Hornija entre 2000 y 2017      |
|                                                                    |
| Población de derecho (2000-2017) según el padrón municipal del INE |